# Cecilia García de Cosa
Cecilia García de Cosa (Sevilla, 12 de diciembre de 1902-Algeciras, 1 de diciembre de 1985,) fue una de las dos primeras mujeres en formar parte de la Marina Civil española, fue la primera mujer que ingresó en el Cuerpo Técnico de la Comisión Central Antipalúdica de España, y fue la primera mujer doctora en ejercer medicina en Castilla-La Mancha dedicándose a erradicar diversas enfermedades endémicas, sobre todo el paludismo.

## Biografía
Se licenció en Medicina en la Facultad de Medicina de la Universidad Literaria de Sevilla para el curso 1919-1920, teniendo solo dieciséis años de edad. 
Durante su carrera, entre 1923 a 1926 fue alumna interna numeraria (alumna interna de forma permanente) de dicha facultad, y al terminar la licenciatura en 1926 era la número uno de su promoción, expidiéndose su título el 3 de agosto de 1926.
Cecilia, ya licenciada, y la doctora Elisa Soriano Fischer — estando ambas relacionadas con la Residencia de Señoritas de Madrid, Cecilia como residente y Elisa como visitante—, aprueban los exámenes para ingresar en el "Cuerpo Médico de la Marina Civil" del 25 de junio de 1927, exámenes con el objetivo de "paliar las dificultades de las compañías navieras para dotar a sus barcos de médicos cumpliendo las condiciones reglamentarias", debido a la falta de opositores por la posición. 

De esta manera, ambas se convirtieron en las primeras mujeres médicos formando parte de la Marina Mercante española por oposición.
Siendo médico de la Marina Mercante, realizó dos viajes a América del Sur, conociendo en Buenos Aires a Ramiro de Maeztu, el embajador de España para Argentina.
Tras su segundo viaje, que fue realizado en 1929, representó al Gobierno Español como delegada, en el Congreso "Women’s Medical International Association" de 1929, en París.
En 1930, se doctoró en Madrid tras defender su tesis, nombrada “Ideas actuales sobre la patogenia y tratamiento hidromineral de la gota”, y siguió su formación profesional sanitaria ampliando en el Instituto Nacional de Higiene sus estudios.
También en 1930, se convirtió en la primera mujer en formar parte del Cuerpo Técnico de la Comisión Central Antipalúdica, ingresando por concurso-oposición. 
Como miembro de este cuerpo técnico, tenía como objetivo el estudio, tratamiento y erradicación de varias enfermedades endémicas, principalmente el paludismo (más conocido como malaria), además de intentar mejorar la sanidad e higiene en el mundo rural español.
Así, fue la primera mujer que ejerció la Medicina como doctora en Castilla-La Mancha, en el municipio de Talavera de la Reina, siendo allí la directora del Dispensario Antipalúdico entre 1930 y 1932, y donde publicó una Memoria de la campaña antipalúdica en 1930 tomando en cuenta sus estudios. 

Estuvo destinada también en otros municipios como Navalmoral de la Mata o Úbeda, dirigiendo en este último el Centro Secundario de Higiene Rural, llevando a cabo "una magnífica campaña contra el paludismo en los pueblos altos de la Sierra de Cazorla".
Posteriormente, tras la Guerra Civil Española, se colegió en el Colegio de Médicos de Cádiz el 20 de septiembre de 1943, asignándosela el número de colegiado 466. Su ejercicio profesional, siempre dentro del ejercicio libre, fue en la especialidad de Análisis Clínicos, en la localidad de Algeciras.
Su trabajo "en beneficio de la salud e higiene de los pueblos españoles" le fue reconocido en 1973, al recibir la Orden Civil de Sanidad, "el máximo honor, distinción y reconocimiento público a las conductas y servicios relevantes o excepcionales en el ámbito sanitario".
El 1 de diciembre de 1985 falleció en Algeciras.